# Shigeru Aoki
Shigeru Aoki (jap. 青木 繁 Aoki Shigeru); ur. 13 lipca 1882, zm. 25 marca 1911 – japoński malarz.
Pochodził z Kurume. Był krajanem innego malarza, Hanjirō Sakamoto, i podobnie jak on wyjechał (w 1899 roku) do Tokio, gdzie studiował u tego samego nauczyciela, Shōtarō Koyamy. W 1901 roku rozpoczął naukę w Tokijskiej Akademii Sztuki. Jego wykładowcami byli Seiki Kuroda i Takeji Fujishima. W czasie studiów wykonywał szkice z natury, akty, akwarele i obrazy olejne. W tworzonych wówczas portretach i obrazach koszmarnych wizji, malowanych żywymi kolorami i ekspresyjnymi pociągnięciami pędzla, zaczął ujawniać się indywidualny styl artysty. Sięgał również po tematy z mitologii japońskiej, traktowane jednak w nieortodoksyjny sposób. W 1905 roku, próbując uciec od dręczących go problemów finansowych i zdrowotnych, zaczął prowadzić żywot tułacza, w ciągu następnych 2 lat wędrując po różnych rejonach Japonii. W 1907 roku w związku ze śmiercią ojca powrócił do rodzinnego Kurume, jednak na skutek konfliktów z rodziną rok później ponownie udał się na tułaczkę, błąkając się po północnych regionach Kiusiu. Zmarł na gruźlicę. Został pochowany na górze Keshikeshi koło Kurume, gdzie w 1948 roku wzniesiono pomnik ku jego czci.
W swojej twórczości naśladował malarstwo europejskie, szczególnie romantyzm i impresjonizm. W 1904 roku wykonał wielką, przepełnioną patosem kompozycję pt. Dary morza, ukazującą grupę sunących w zapatrzeniu nagich rybaków o monumentalnie ujętych, brązowych ciałach oświetlonych blaskiem wieczornej zorzy, dźwigających zatknięte na harpunach ogromne ryby. W późniejszych pracach, jak wykonana z myślą o przesuwanych parawanach grupa akwarel Wiosna i Jesień (1908), widoczna jest inspiracja sztuką prerafaelitów.

## Galeria

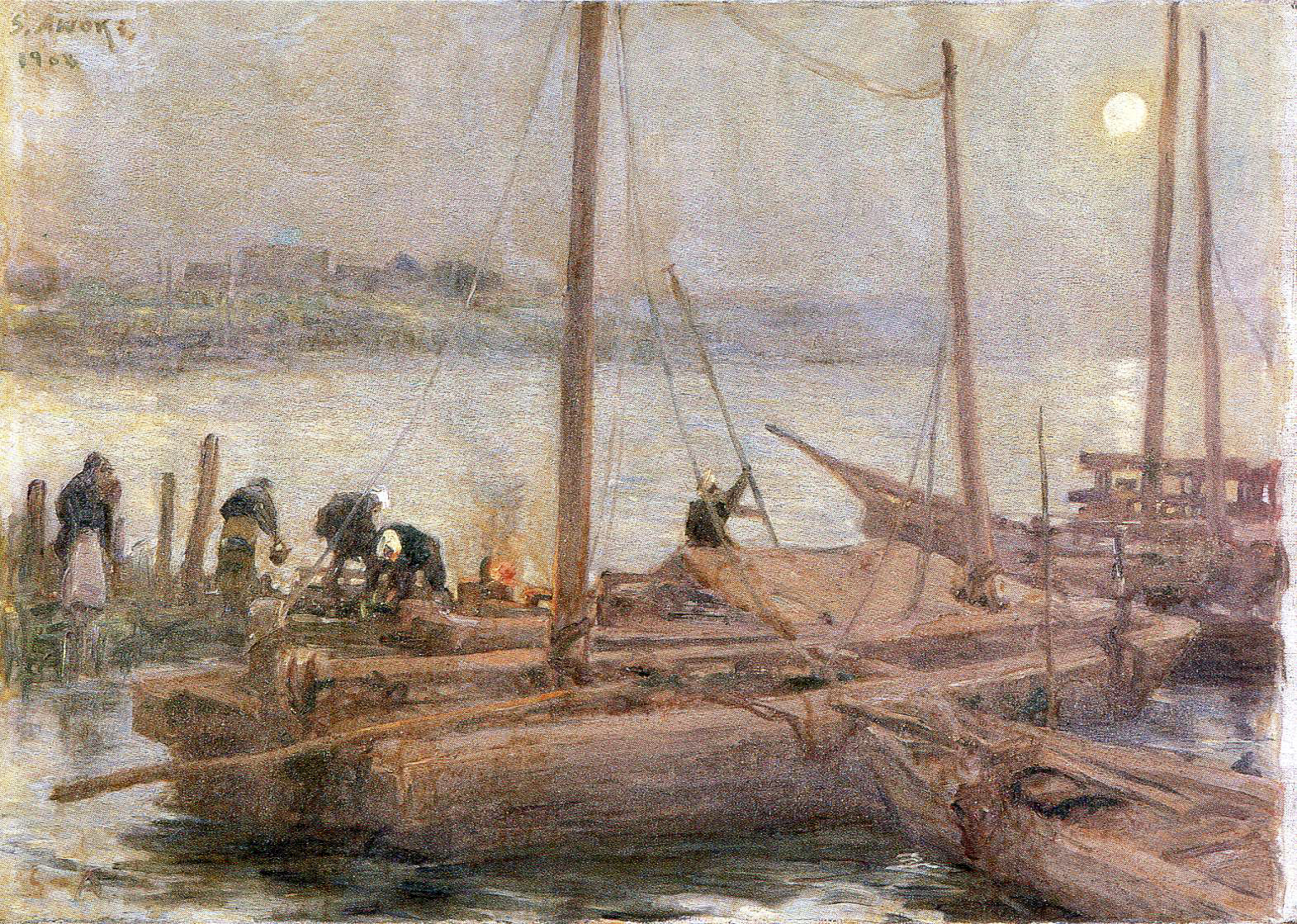
Łodzie cumujące przy księżycu (1908), Muzeum Ishibashi
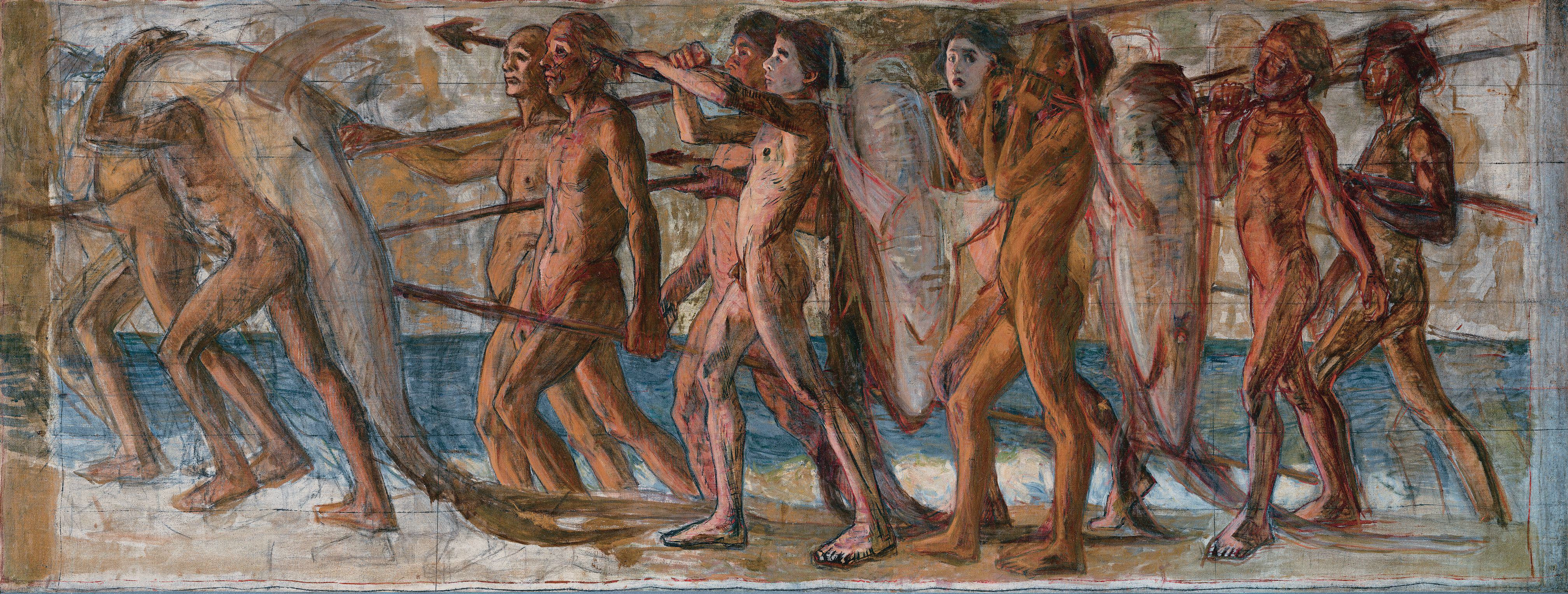
Dary morza (1904), Muzeum Ishibashi, Kurume
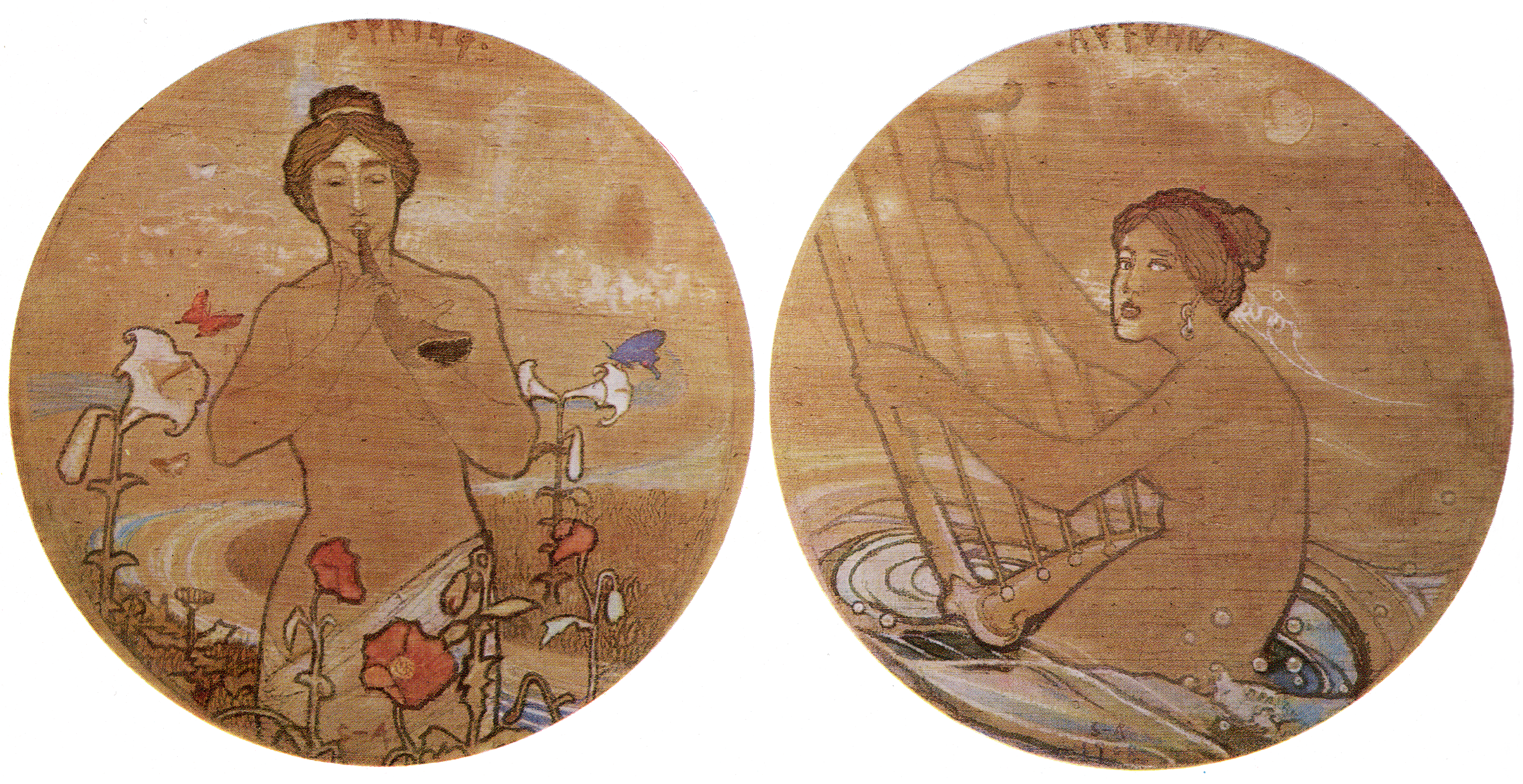
Wiosna i Jesień (1908), akwarela na tkaninie, Muzeum Ishibashi, Kurume